# Petrus Simonius Löfgren
Petrus Simonius Löfgren, född 16 oktober 1627 i Stockholm, död 19 november 1691 i Linköping, var en svensk präst och domprost.

## Biografi
Löfgren föddes 16 oktober 1627 i Stockholm. Han var son till landskamreren Simon Andersson och Elin Eriksdotter Wallerius. Han studerade i Linköping och fortsatte sina studier 13 november 1644 i Uppsala (Östgöta nation). Löfgren blev 19 februari 1652 magister. Han blev 8 november 1654 professor i vältalighet och poesi vid Dorpats Universitet. Han tvingades fly under ett angrepp av Ryssland och återkom till Linköping 1657. Där började han samma år att arbeta som lektor i filosofi. 8 december 1661 prästvigdes han. 1666 blev han lektor i historia och filosofi. 1671 blev han kyrkoherde i Landeryds församling. Löfgren blev 1673 förste teologi lektor och kyrkoherde i Skeda församling. Han blev samma år penitentiarie.
21 augusti 1674 utnämndes han till kyrkoherde i Sala församling, men tackade nej till tjänsten. 14 september 1681 blev han domprost i Linköpings församling. Löfgren avled 19 november 1691 i Linköping och begravdes 31 januari 1692 i Linköpings domkyrka.

### Familj
Löfgren gifte sig 1657 med Apollonia Danckward (1642–1722). Hon var dotter till handelsborgmästaren Peter Danckwardt i Norrköping och Charlotta Nilsdotter. De fick tillsammans barnen Helena (född 1658),  Elisabeth (född 1660), Simon Löfgren, Apollonia (1663–1683),  Rebecka, Daniel (1665–1666), Petrus Loefgreen, Anders (1668–1728), Catharina (1669–1673), Samuel (1670–1717), Joachim (1671–1672), borgmästaren Gabriel Löfgren (1673–1744) i Helsingborg, Carl (född 1674), Erik (född 1675), Daniel (1676–1719), Maria, Anna (1678–1787) och Carl (född 1680).